# Ahmed Al-Rawahi
Ahmed Al-Rawahi, né le 5 mai 1994 à Mascate à Oman, est un footballeur international omanais, qui évolue au poste de gardien de but.

## Biographie

### Carrière internationale
Il joue son premier match en équipe d'Oman le 13 décembre 2018, en amical contre le Tadjikistan (victoire 2-1).
En janvier 2019, il est retenu par le sélectionneur Pim Verbeek afin de participer à la Coupe d'Asie des nations organisée aux Émirats arabes unis, où il officie comme gardien remplaçant.

## Palmarès
- Vainqueur de la Coupe d'Oman en 2018 avec l'Al-Nasr SC
- Vainqueur de la Supercoupe d'Oman en 2018 avec l'Al-Nasr SC